# Rio Ferdinand
Rio Gavin Ferdinand (Peckham, 7 november 1978) is een Engels voormalig betaald voetballer die bij voorkeur centraal in de verdediging speelde. Hij kwam van 1996 tot en met 2014 uit voor West Ham United, Bournemouth, Leeds United, Manchester United en Queens Park Rangers. Met Manchester werd hij zes keer Engels landskampioen en won hij één keer de UEFA Champions League. Ferdinand debuteerde in 1997 in het Engels voetbalelftal, waarvoor hij 81 interlands speelde en drie keer scoorde. Ferdinands neef Les Ferdinand speelde ook in het Engelse team en zijn jongere broer, Anton, is ook betaald voetballer.

## Clubcarrière
Ferdinand tekende als schooljongen bij West Ham United en werd beroepsspeler bij hun jeugd. In zijn jeugd hielp hij voornamelijk zijn vader mee met het verkopen van ijs. Hij maakte zijn debuut tegen Sheffield Wednesday op 5 mei 1996 als invaller en maakte zijn debuut in het Engelse nationale elftal in een vriendschappelijke wedstrijd tegen Kameroen op 15 november 1996. Voor 18 miljoen pond ging hij in november 2000 naar Leeds United om er in augustus 2001 captain te worden. Op 22 juli 2002 ging hij voor 29 miljoen pond naar Manchester United voor vijf jaar. Voor de komst van Cristiano Ronaldo was hij bij Manchester United de best verdienende speler.
Eind 2003 werd bekendgemaakt dat hij door de Engelse voetbalbond voor acht maanden werd geschorst en ook werd veroordeeld tot een boete van 71.300 euro wegens het missen van een dopingtest. Hij vergat zich op 23 september 2003 na afloop aan te bieden voor een dopingcontrole. 36 uur na de gemiste dopingtest bood hij zich aan voor controle, die negatief uitviel. Het missen van een dopingtest wordt door de FIFA gezien als positieve dopingtest. De schorsing ging in op 12 januari 2004.
Op 12 mei 2014 werd bekend dat Ferdinand na twaalf jaar Manchester United zou verlaten. De verdediger had een aflopend contract en zegt toe te zijn aan een nieuwe uitdaging. Ferdinand speelde 454 wedstrijden voor United en won met de club onder meer zes landstitels, de wereldbeker en de UEFA Champions League. Een maand later werd bekend dat hij een contract tekende bij het gepromoveerde Queens Park Rangers. Op zondag 10 mei 2015 degradeerde hij met die club uit de Premier League. Manchester City versloeg de hekkensluiter op die dag met 6-0, waardoor degradatie een feit was.

## Clubstatistieken
| Seizoen  | Club                | Competitie     | Duels | Goals |
| -------- | ------------------- | -------------- | ----- | ----- |
| 1995-'96 | West Ham United     | Premier League | 1     | 0     |
| 1996-'97 | Bournemouth         | Third Division | 10    | 0     |
| 1996-'97 | West Ham United     | Premier League | 15    | 2     |
| 1997-'98 | West Ham United     | Premier League | 35    | 0     |
| 1998-'99 | West Ham United     | Premier League | 31    | 0     |
| 1999-'00 | West Ham United     | Premier League | 33    | 0     |
| 2000-'01 | West Ham United     | Premier League | 12    | 0     |
| 2000-'01 | Leeds United        | Premier League | 23    | 2     |
| 2001-'02 | Leeds United        | Premier League | 31    | 0     |
| 2002-'03 | Manchester United   | Premier League | 28    | 0     |
| 2003-'04 | Manchester United   | Premier League | 20    | 0     |
| 2004-'05 | Manchester United   | Premier League | 32    | 0     |
| 2005-'06 | Manchester United   | Premier League | 37    | 3     |
| 2006-'07 | Manchester United   | Premier League | 33    | 1     |
| 2007-'08 | Manchester United   | Premier League | 35    | 2     |
| 2008-'09 | Manchester United   | Premier League | 24    | 0     |
| 2009-'10 | Manchester United   | Premier League | 13    | 0     |
| 2010-'11 | Manchester United   | Premier League | 17    | 0     |
| 2011-'12 | Manchester United   | Premier League | 30    | 0     |
| 2012-'13 | Manchester United   | Premier League | 28    | 1     |
| 2013-'14 | Manchester United   | Premier League | 14    | 0     |
| 2014-'15 | Queens Park Rangers | Premier League | 11    | 0     |
| Totaal   | Totaal              | Totaal         | 512   | 11    |

## Erelijst
Westham United
- UEFA Intertoto Cup: 1999

 Manchester United
- UEFA Champions League: 2007/08
- FIFA Club World Cup: 2008
- Premier League: 2002/03, 2006/07, 2007/08, 2008/09, 2010/11, 2012/13
- FA Cup: 2003/04
- Football League Cup: 2005/06, 2008/09, 2009/10
- FA Community Shield: 2003, 2007, 2008, 2011

## Privé
Ferdinand trouwde in 2009 met Rebecca Ellison, met wie hij twee zoons en een dochter kreeg. Zij overleed in de nacht van 1 op 2 mei 2015 op 34-jarige leeftijd aan de gevolgen van borstkanker. Er verscheen in 2017 een documentaire van de BBC genaamd Being mum and dad. Hierin laat Ferdinand zien hoe hij sinds de dood van Ellison heeft geprobeerd om een manier te vinden om met het verlies om te gaan als weduwnaar met drie kleine kinderen (op dat moment elf, negen en vijf jaar oud).